# Metabolaea
Metabolaea é um gênero de traça pertencente à família Agonoxenidae.